# Katarzyna Piter
Katarzyna Piter (Poznań, 16 de Fevereiro de 1991) é uma tenista profissional polaca.

## WTA finais

### Duplas: 3 (1–2)
| Campeã – Legenda                    |
| ----------------------------------- |
| Grand Slam (0–0)                    |
| WTA Tour (0–0)                      |
| Premier Mandatory & Premier 5 (0–0) |
| Premier (0–0)                       |
| International (1–2)                 |

| Títulos por Piso |
| ---------------- |
| Duro (0–1)       |
| Grama (0–0)      |
| Saibro (1–1)     |
| Carpete (0–0)    |

| Posição | N. | Data          | Torneio                                                       | Piso   | Parceira            | Oponente                            | Placar           |
| Vice    | 1. | 12 Junho 2011 | Danish Open, Copenhague, Dinamarca                            | Duro   | Kristina Mladenovic | Johanna Larsson Jasmin Wöhr         | 6–3, 6–3         |
| Campeã  | 1. | 13 Julho 2013 | Internazionali Femminili di Palermo, Palermo, Itália          | Saibro | Kristina Mladenovic | Karolína Plíšková Kristýna Plíšková | 6–1, 5–7, [10–8] |
| Vice    | 2. | 27 Abril 2014 | Grand Prix SAR La Princesse Lalla Meryem, Marrakesh, Marrocos | Saibro | Maryna Zanevska     | Garbiñe Muguruza Romina Oprandi     | 6–4, 2–6, [9–11] |